# Крал на Нидерландия
Кралят на Нидерландия (на нидерландски: De Koning Van Nederland) е държавният глава в Нидерландия, осъществяващ управлението на страната в съответствие с конституцията. Изпълнителната власт е в ръцете на монарха, който формира правителството в координация с политическите партии. Бракът на наследника на трона трябва да бъде одобрен от Парламента; принц или принцеса, омъжена без разрешение на парламента, губи правото да наследи трона. Монархът е председател на Държавния съвет, състоящ се от членове на кралското семейство, държавници и политици, назначени от монарха, които участват в законотворчеството. Кралското семейство управлява шест дворци, включително Кралския дворец в Амстердам. Монархът не плаща данък наследство върху наследеното от него имущество.

## Списък на монарсите на Нидерландия
| #  | Монарх           | Управление      |
| -- | ---------------- | --------------- |
| 1. | Вилем I          | 1815 – 1840     |
| 2. | Вилхелм II       | 1840 – 1849     |
| 3. | Вилем III        | 1849 – 1890     |
| 4. | Вилхелмина       | 1890 – 1948     |
| 5. | Юлиана           | 1948 – 1980     |
| 6. | Беатрикс         | 1980 – 2013     |
| 7. | Вилем-Александър | 2013 – настояще |